# Montagny-les-Lanches
Montagny-les-Lanches este o comună în departamentul Haute-Savoie din sud-estul Franței. În 2009 avea o populație de 559 de locuitori.

## Evoluția populației
| An        | 1975 | 1982 | 1990 | 1999 | 2006 | 2009 |
| --------- | ---- | ---- | ---- | ---- | ---- | ---- |
| Populație | 233  | 260  | 346  | 369  | 515  | 559  |